# NSB Di 3
Die Baureihe Di 3 der Norges Statsbaner (NSB) sind dieselelektrische Lokomotiven für die Beförderung von Zügen auf nichtelektrifizierten Strecken. Sie lösten zuerst vor allem die als Dovregubben bekannten Dampflokomotiven des NSB Type 49 auf der Dovrebahn ab, wurden aber später auf vielen anderen Strecken eingesetzt.
Die Beschaffung der Lokomotiven folgte nach dem von NSB-Generaldirektor Halvdan Eyvind Stokke initiierten und 1955 im Storting beschlossenen Programm „Vekk med dampen“ (deutsch „Weg mit dem Dampf“), welches das Ende der Dampflokomotiven auf den nichtelektrifizierten Strecken für Ende der 1950er Jahre vorsah. Im Jahr 2000 endete der Regeldienst der Lokomotiven bei den NSB.
Die Lokomotiven erhielten vom Hersteller Nydqvist och Holm in Trollhättan die Bezeichnung AA16, werden aber allgemein verkürzt NOHAB genannt. Es handelt sich dabei um die europäische Lizenz-Variante der amerikanischen Standardlokomotiven der F-Reihe von Electro-Motive Diesel, seinerzeit einer Tochter des General-Motors-Konzerns.

## Geschichte
Der schwedische Maschinen- und Lokomotivhersteller Nydqvist och Holm AB erhielt 1949 eine europaweite Lizenz zum Bau von EMD-Dieselloks. Dieser überarbeitete die Konstruktion der australischen VR-Lok, wobei das engere UIC-Umgrenzungsprofil eine wesentliche Rolle spielte. Besonders das niedrige Lichtraumprofil der SNCF in Frankreich war dabei maßgeblich.
Das Dach musste stärker als bei den Übersee-Lokomotiven zur nunmehr tiefer liegenden Dachseitenkante gekrümmt werden. Dies hatte Auswirkungen auf die Lage der Seitenfenster, die dadurch weiter herunter gezogen wurden. Somit mussten die Außenenden der Führerstands-Frontscheiben mehr nach unten gezogen werden, was ihnen ihr markantes, trapezförmiges Aussehen verlieh. Die typische Vorderschnauze wurde noch stärker als bei den amerikanischen und australischen Modellen geneigt, um die Stoßkräfte der in Europa üblichen Seitenpuffer besser aufnehmen zu können. Ansonsten entsprach der Entwurf bis hin zu den australischen Drehgestellen den Clyde-Ausführungen.
Erster Besteller dieser Lok waren die Dänischen Staatsbahnen, die den Ersatz der Dampflokomotiven auf ihrem Streckennetz anstrebten und bereits Ende der 1940er-Jahre mit GM in Kontakt standen. Sie orderten, nachdem erste Entwürfe 1951 vorlagen, 1952 vier 133 km/h schnelle Lokomotiven dieser Bauart mit der Achsfolge (A1A)’ (A1A)’.

## Probelok NSB Type 64
Die norwegischen Dampflokomotiven waren meist alt und durch den Krieg verschlissen. Sie waren teuer zu betreiben und hinsichtlich der Energieumsetzung wenig effektiv. Die seit den 1920er Jahren vorhandene Option des elektrischen Antriebes war durch die Elektrifizierung der Strecken mit großen Investitionen verbunden und nur auf Strecken mit viel Verkehr profitabel. 1952 wurde geplant, in nächster Zukunft 50 % des Eisenbahnnetzes in Norwegen zu elektrifizieren und auf diesen Strecken 80 % des Verkehrs elektrisch zu befördern. Für den restlichen Verkehr und als Alternative für die Dampflokomotiven wurde 1954 ein dieselelektrische Lokomotive von Nydqvist och Holm erprobt. Die Lok wurde als NSB Type 64 mit der NOHAB-Fabriknummer 2246 geführt. Diese war nur für 105 km/h ausgelegt und besonders für norwegische Verhältnisse entwickelt worden. Die Lok wurde vor allem auf der Nordlandsbane getestet und stellte sich als zuverlässig heraus.

## NSB Di 3a
Nachdem die NSB Type 64 „2246“ in Tests gegen zwei deutsche Probelokomotiven von MaK Kiel und von KHD überzeugt hatte, wurden fünf Lokomotiven bestellt, die 1957 mit der neuen Baureihenbezeichnung Di 3 ausgeliefert wurden. Insgesamt bestellte NSB 19 Lokomotiven, die bis 1958 geliefert und als Di 3 603 bis Di 3 621 eingereiht wurden.
1957 wurde die Probelok gekauft, die ab diesem Zeitpunkt als Di 3 602 in Norwegen fuhr. Die Achsfolge der Di 3 betrug Co’ Co’. Speziell für die norwegischen Winterverhältnisse wurden die Frontscheiben mit einem Gitter als Eiszapfenschutz bei Tunnel- und Brückendurchfahrten versehen.
Di 3 622 und Di 3 623 wurden 1960 geliefert. Sie waren ursprünglich für Finnland vorgesehen, wurden dort aber abbestellt. Sie konnten noch in der Bauphase von der in Finnland üblichen Breitspur auf Normalspur umgebaut werden. Eigentlich war für sie die neue Unterbauart Di 3c vorgesehen. Aufgrund des gleichen Aufbaus und der Achsfolge wurden sie jedoch in die Bauart Di 3a eingereiht, mit der ab diesem Zeitpunkt alle Di 3 mit der Achsfolge Co’ Co’ bezeichnet wurden, da die Bauart Di 3b dazu kam.
Weitere Bauserien folgten 1965 (Di 3a 624 bis 629) und 1969 (Di 3a 630 bis 633).
Zur Heizung von Reisezügen waren die Lokomotiven mit Dampfkesseln ausgerüstet.

Einsatz der Di 3 auf der Bergenbahn in den 1960er Jahren
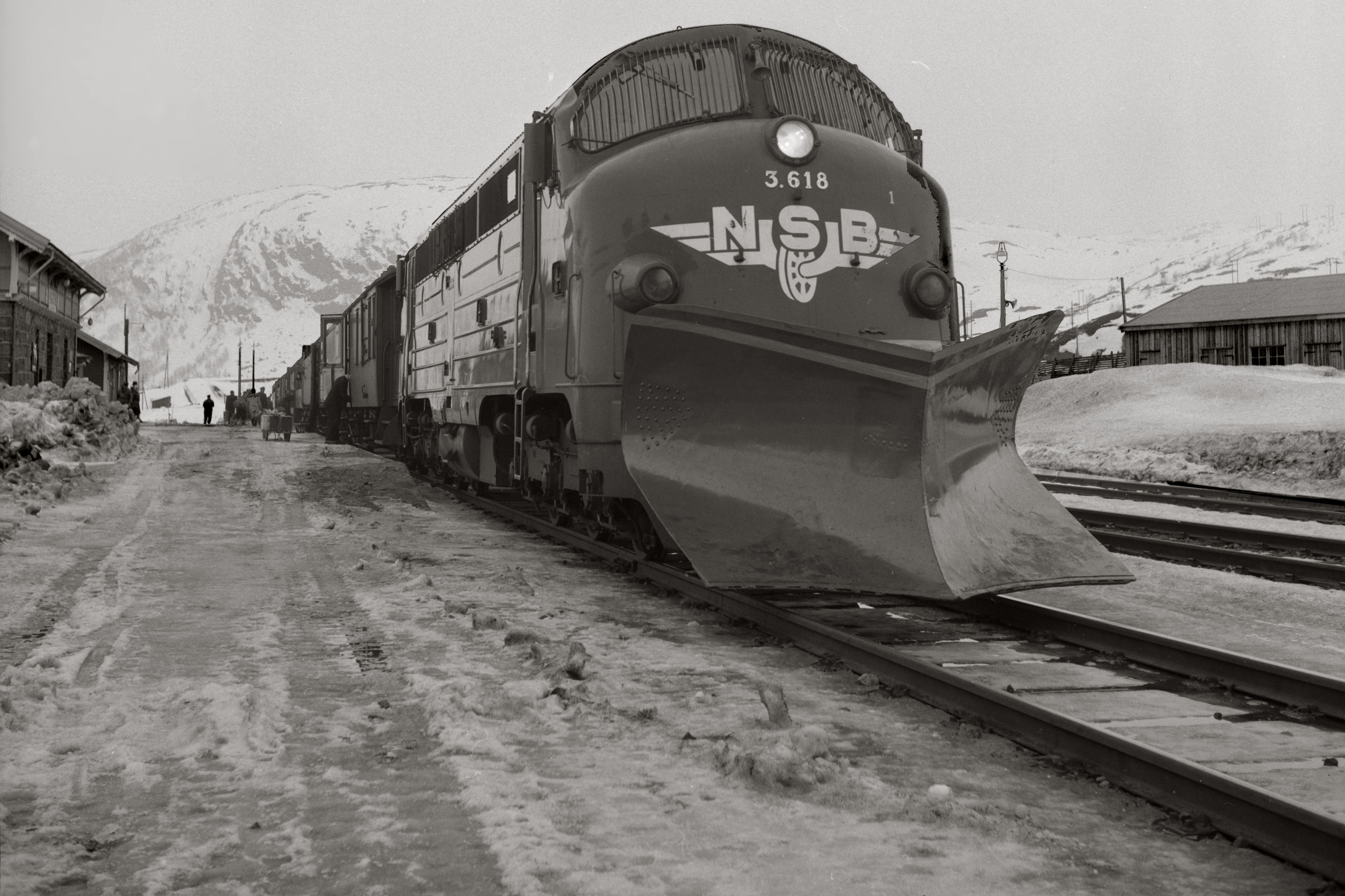
NSB 3.618 1961 in Haugastøl
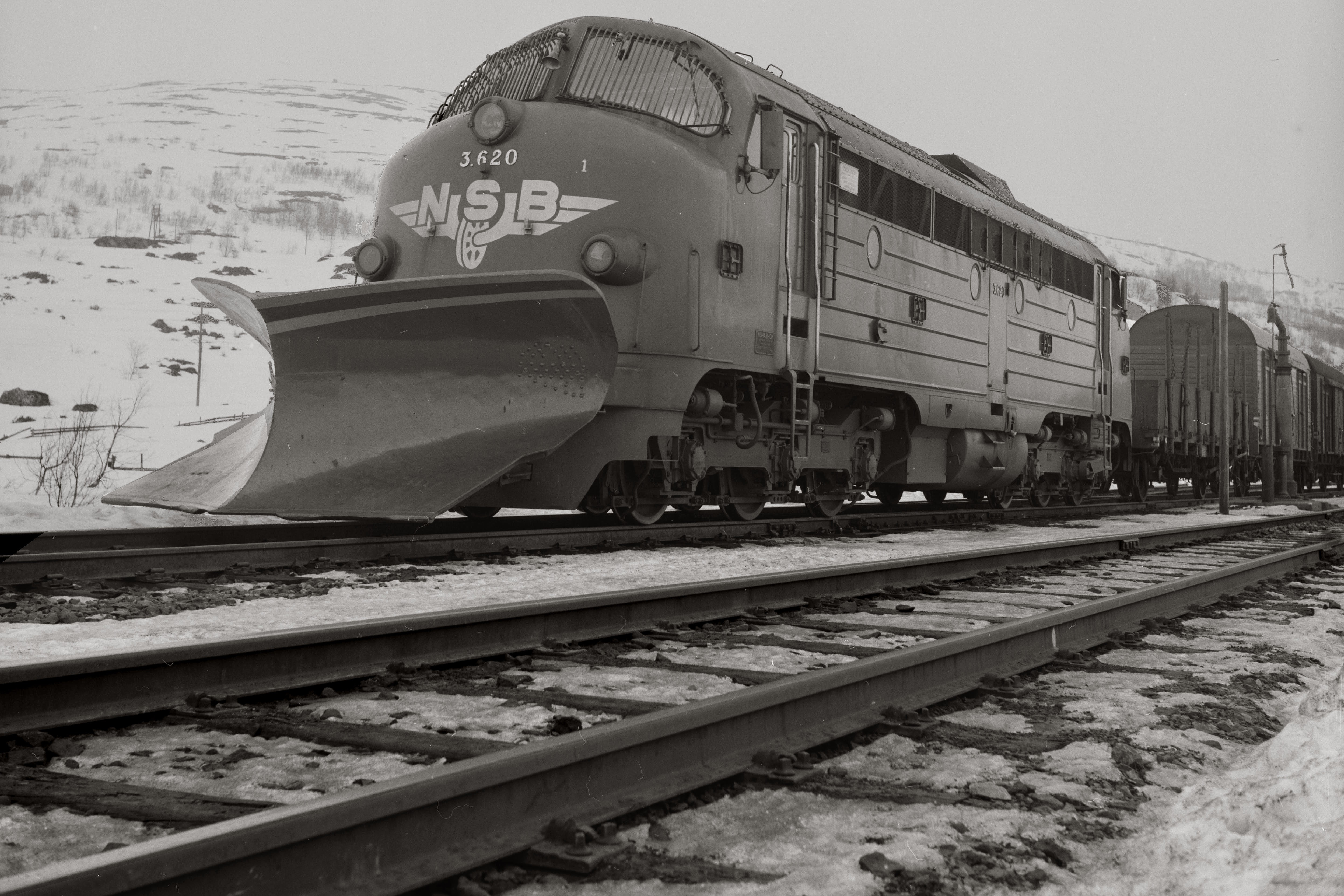
NSB 3.620 1961 in Haugastøl
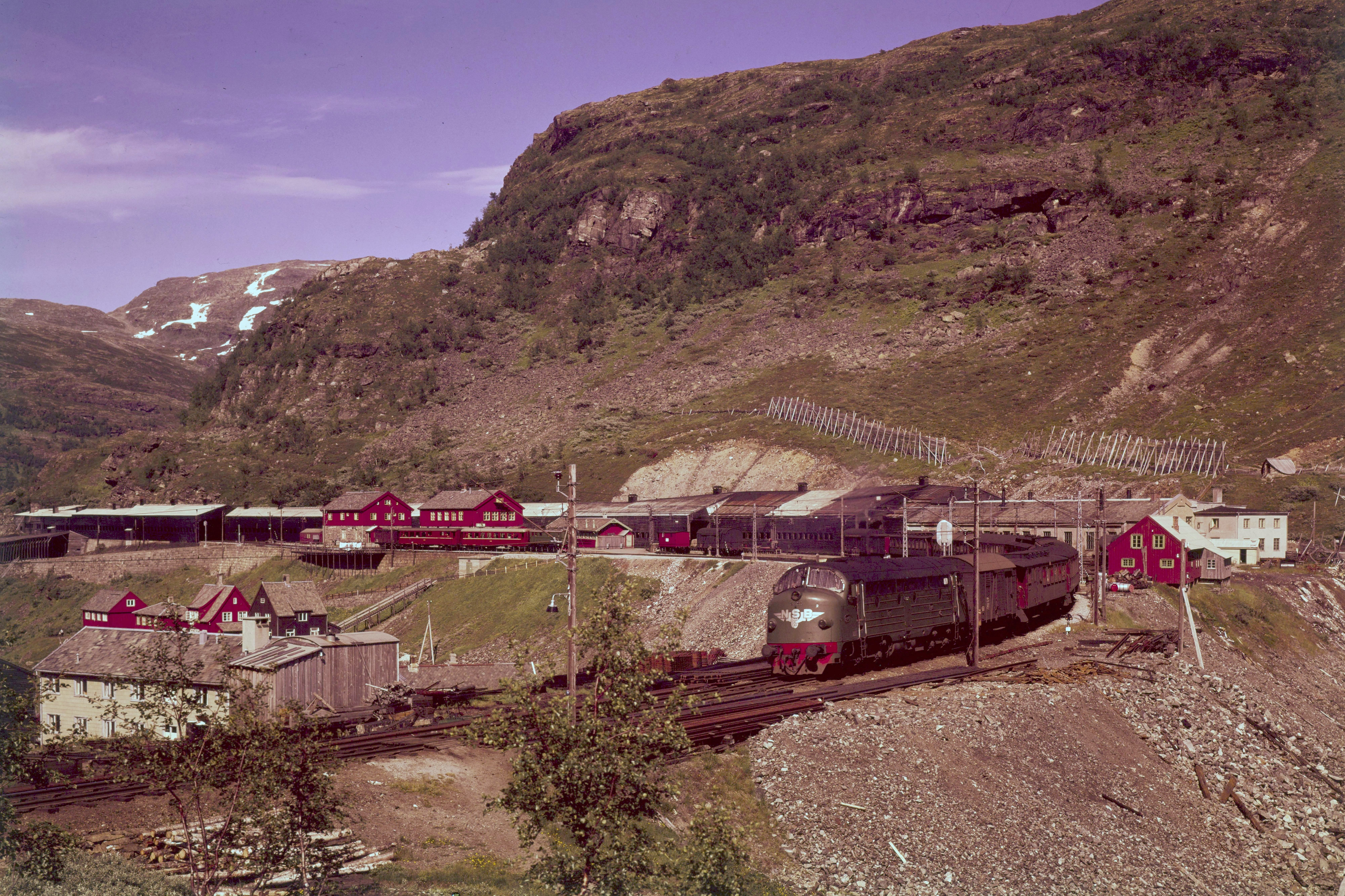
Eine Di 3 1962 in Myrdal
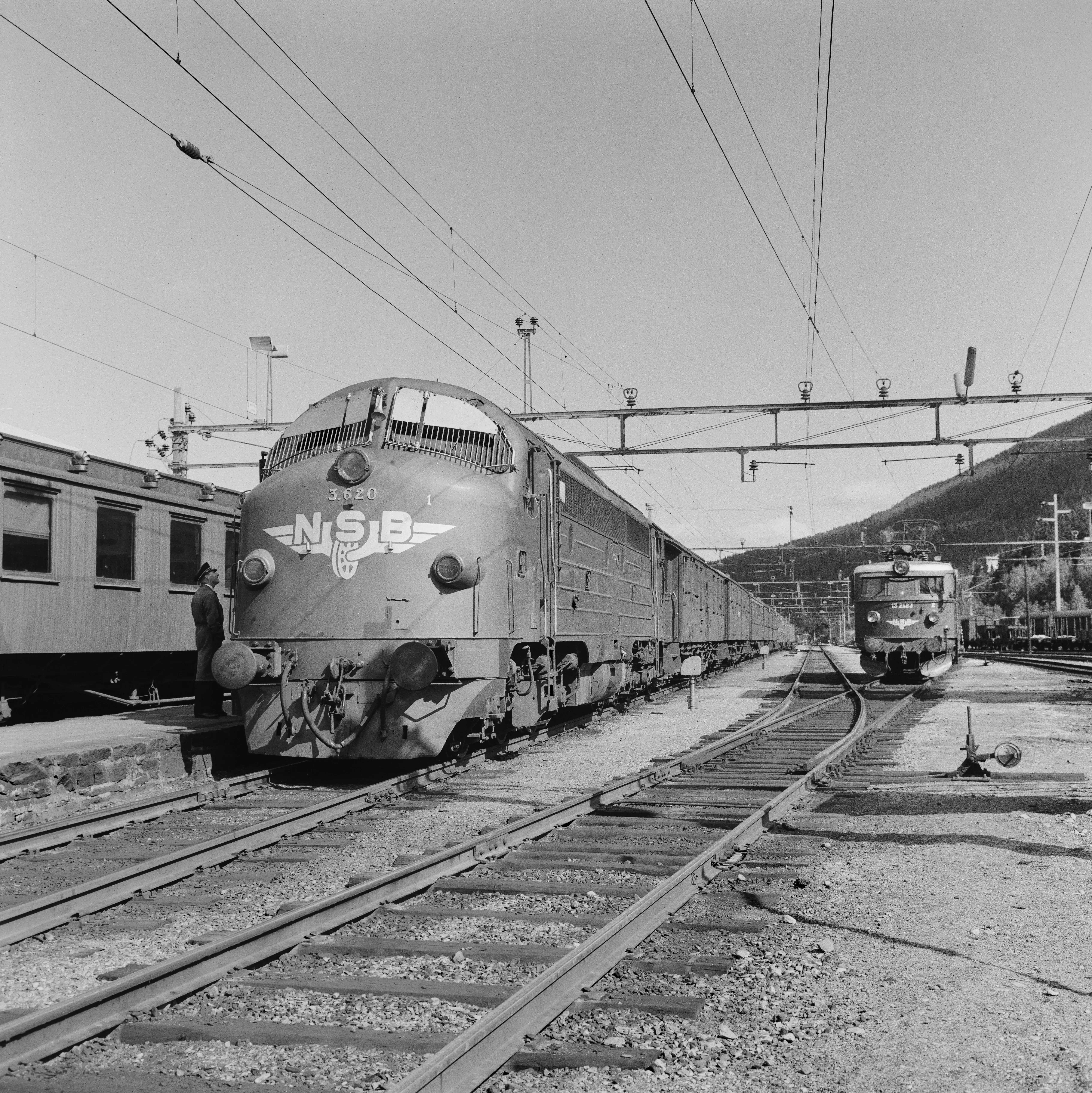
NSB 3.620 1964 in Ål
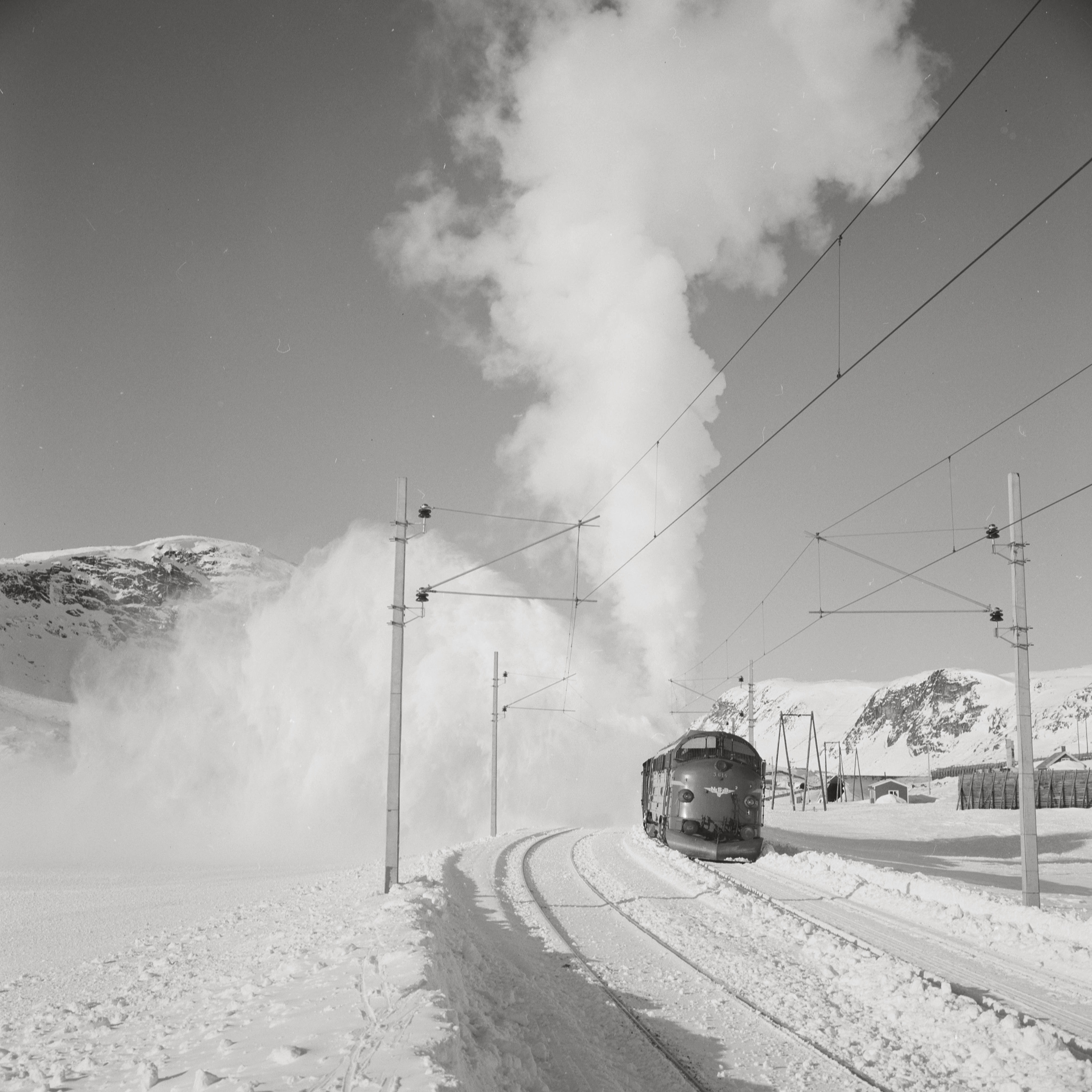
NSB 3.616 1965 in Finse

## NSB Di 3b
Nydqvist och Holm baute 1960 eine 143 km/h schnelle Probelok für die finnische Eisenbahn und ohne Auftrag zwei weitere, alle in der finnischen Breitspur von 1524 mm. Die VR erwarb jedoch keine dieser Loks. Nydqvist och Holm konnte die drei Loks nach Umbau auf Normalspur als Di 3b an die NSB verkaufen. Diese (A1A)’ (A1A)’-Lokomotiven trugen die Nummern Di 3b 641 bis 643.

## Einsätze
Anfangs erfolgte der Einsatz der Di 3 auf der Dovrebane, Nordlandsbane und Gjøvik-/Bergensbane. Nach der Erneuerung einiger schwachen Brücken auf der Gudbrandalsbane konnten die Lokomotiven die Gesamtstrecke von Trondheim bis Hamar befahren. Auf der Raumabane wurden sie ab 1958 für Nachtzüge verwendet. Auf diesen Strecken waren die Di 3 und Dampfloks bis 1965 gemeinsam im Einsatz.
Ende der 1960er Jahre waren 17 der Lokomotiven im Bezirk Trondheim, zwei im Bezirk Hamar und sechs im Bezirk Bergen im Einsatz. Zu dieser Zeit wurden sie auf der Rørosbane kaum verwendet, da einige zu schwache Brücken vorhanden waren. Der Reitanviadukten wurde 1960 umgebaut, damit war das Haupthindernis beseitigt. Bereits im Februar 1961 wurde der Abschnitt Oslo–Hønefoss elektrifiziert, damit konnten Schnellzüge auf der Bergensbane mit Diesel- oder Elektrotraktion gefahren werden. Gleichzeitig wurde die Nordlandsbane ständig verlängert, im Februar 1962 wurde Bodø erreicht. Die Strecke Hønefoss–Ål wurde ab dem 1. November 1962 elektrisch befahren. Daher übernahmen die Di 3 zunehmend Leistungen auf der Rørosbane und ab Mai 1964 waren sie dort fest im Einsatz. Im selben Jahr wurde die Elektrifizierung der Bergensbane abgeschlossen, womit fünf von sechs Lokomotiven für andere Strecken frei wurden. Eine Lokomotive verblieb für den Schneepflugdienst und als Ersatz in Finse stationiert. Erst 1965 mit der Auslieferung der Lokomotiven 624 bis 629 endete der dampfbetriebene Schnellzugbetrieb auf der Rørosbane.
In den späten 1960er Jahren erfolgte die Elektrifizierung der Gudbrandsdalsbane und Dovrebane. 1967 wurde von Süden Otta und im folgenden Jahr Dombås angeschlossen. Nun konnten die Di 3-Lokomotive auf anderen Strecken eingesetzt werden. Die Valdresbane wurde verstärkt, um diese Lokomotiven einsetzen zu können. 1969 wurde die letzte Serie mit vier Lokomotiven geliefert, damit konnten die letzten Dampflokomotiven ab 1970 in untergeordnete Dienste abgegeben werden. Ebenfalls 1970 wurde die Elektrifizierung der Dovrebane abgeschlossen. Damit wurde ab diesem Zeitpunkt die vorhandene letzte Dampfreserve, eine 26c, die ständig abfahrbereit im Lokschuppen in Hamar stand, verzichtet. Die Di 3-Lokomotiven wurden auf Nordlandsbanen, Meråkerbanen, Rørosbanen, Raumabanen, Solørbanen und Valdresbanen konzentriert. Sie waren dort bis zum Einsatzende in Gebrauch.
Bei den meisten Lokomotiven der NSB wurden in den 1980er-Jahren die jeweils rechte Führerstandstür entfernt. Ungefähr zur gleichen Zeit wurden die Dampfheizkessel durch Hilfsdiesel mit Generator als elektrische Heizung ersetzt.
Bis 1981 waren die 35 Lokomotiven ohne Konkurrenz. Dann übernahm die deutlich leistungsfähige Di 4 die Züge auf der Nordlandsbane. Auf der Valdresbahn wurde 1989 der Personenverkehr eingestellt, die Di 3 wurde weiter bis zum Sommer 1993 vor den Güterzügen eingesetzt. In den 1990er Jahren begannen die NSB nach einem Ersatz der fast 40-jährige Di 3-Loks zu suchen. Zwölf Lokomotive Di 6 (Co' Co') und 20 Lokomotiven Di 8 (Bo' Bo') sollten sie ersetzen. Die Di 6 wurden an den Lieferanten zurückgegeben, weil sie sich nicht bewährten. Die Di 8 übernahmen die Güterzüge von den Di 3. Die verbleibenden Personenzüge wurden durch Triebwagen der Type 93 und teilweise durch Type 92 ersetzt. Im Güterverkehr wurden die NOHAB letztendlich durch die Class 66 abgelöst.
Den letzten planmäßigen Reisezug führten die Di 3 623 und Di 3 629 am 26. Dezember 2000 auf der Rørosbane.

## Verbleib

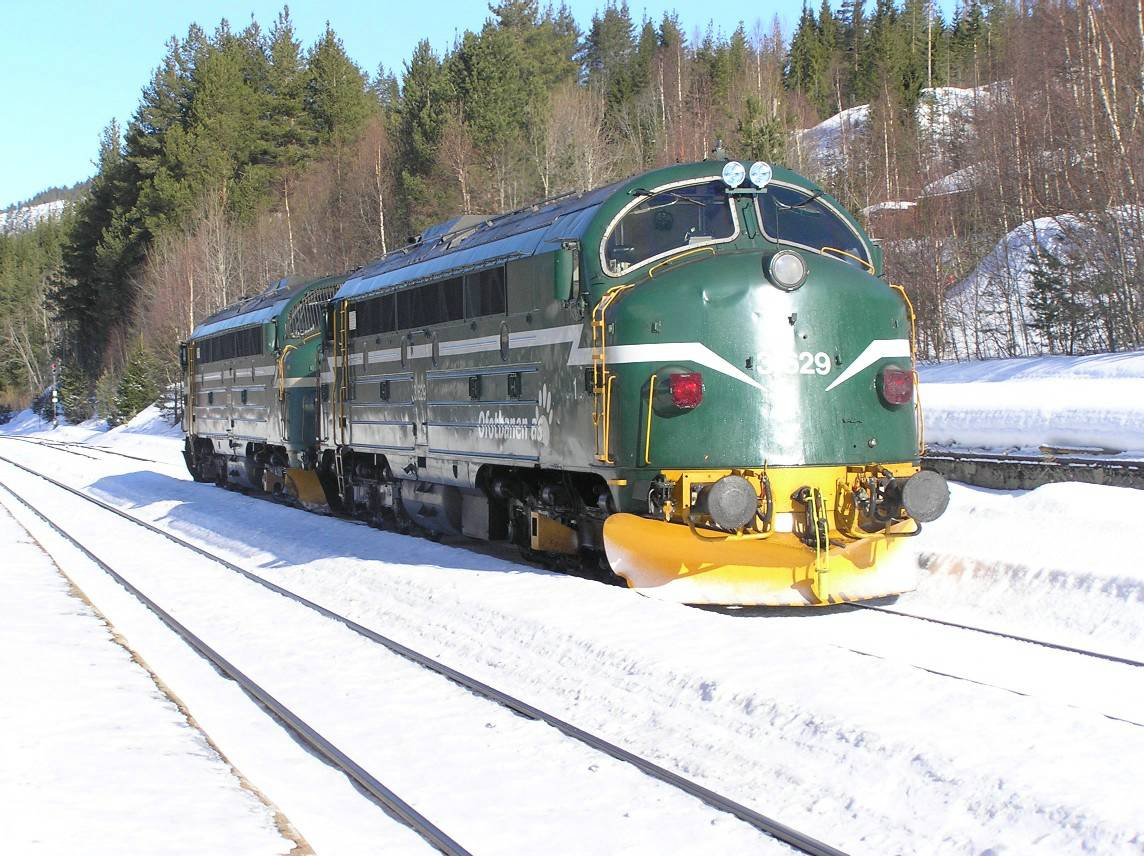
Di 3a 629 OBAS

Vier Lokomotiven, Di 3a 622, 626, 630 und 631, wurden 2001 an ein Gleisbauunternehmen in Italien veräußert.

### OBAS Di 3
Im gleichen Jahr 2001 hatte die in Narvik ansässige und 2009 in Insolvenz gegangene Ofotbanen AS (OBAS) die Di 3a 603, 621, 623, 629 und 632 übernommen. Die Lokomotiven fanden dort vor allem im Güterzugverkehr und vor Bauzügen Verwendung.

### SkJb Di 3
Nach dem Konkurs von OBAS ging die Di 3a 629 (92 76 0303 629-8 N-OBAS) am 26. Februar 2010 an die schwedische Gesellschaft Skandinaviska Jernbanor. Dort blieb sie bis 2012.

### RushRail Di 3
RushRail übernahm 2012 die Di 3a 629. Diese stand 2014 ohne Drehgestelle im Eisenbahnmuseum der JÅÅJ in Åmål.

### IBAB Di 3
Ebenfalls nach dem OBAS-Konkurs übernahm am 1. Mai 2009 die Inlandsbanan AB die Lokomotiven Di 3a 621, 623 und 632.

### Trainkos 2640 003–006

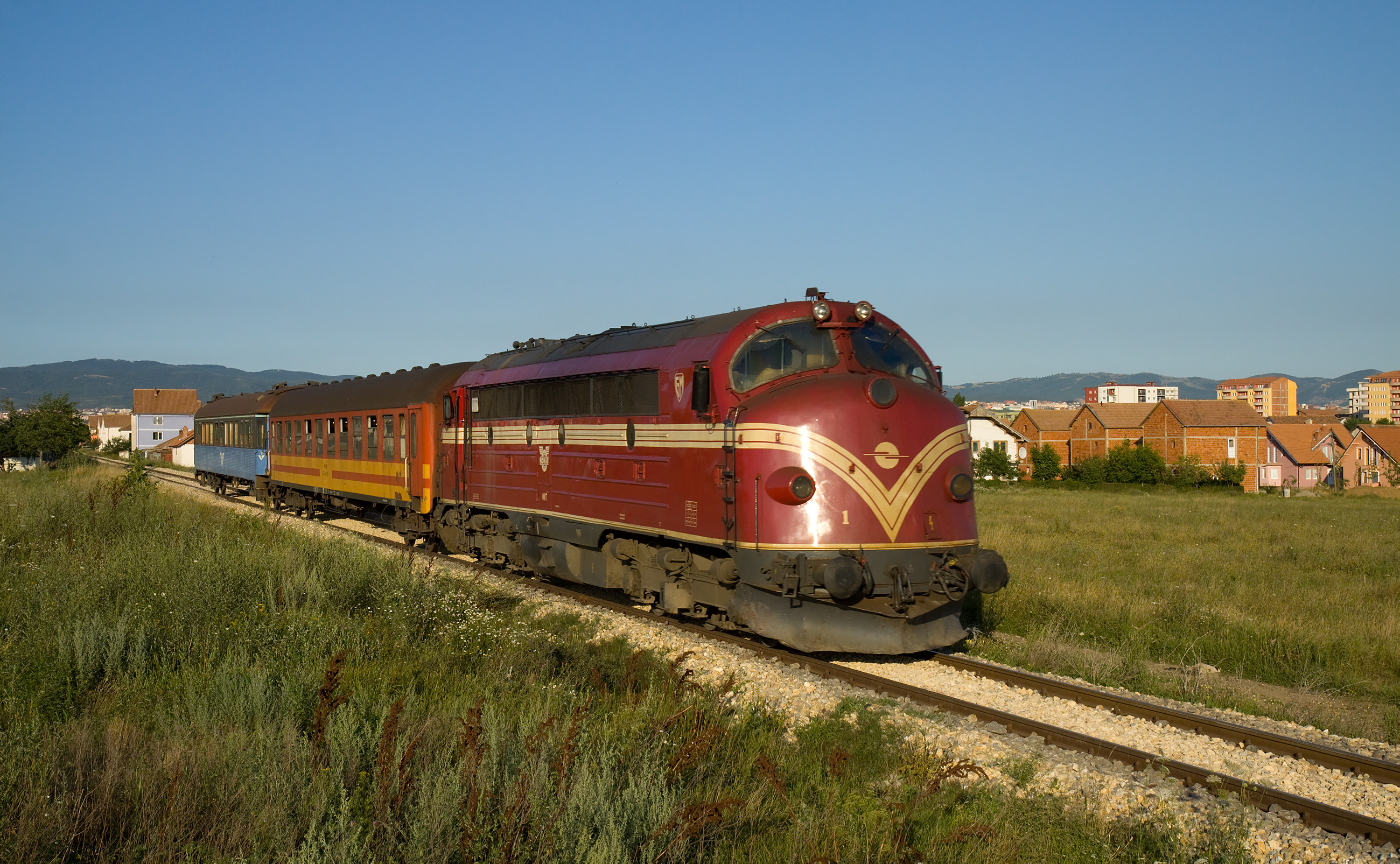
Di 3b 641 bei Trainkos bei Priština

Nach der Ausmusterung in Norwegen gelangten 2001 die Di 3a 619 und 633 sowie die Di 3b 641 und 643 als Wiederaufbauhilfe in den Kosovo zur Hekurudhat e Kosovës / Kosovske Železnice (HK/KŽ). Nach der Aufteilung dieser Gesellschaft im September 2011 wurde sie von der Betriebsgesellschaft Trainkos eingesetzt, während Infrakos für die Bahninfrastruktur zuständig ist.
Sie wurden nacheinander restauriert und bildeten teilweise das Rückgrat des dortigen Eisenbahnverkehrs. Die Lokomotiven wurden sowohl vor Güterzügen als auch im internationalen InterCity-Verkehr mit Mazedonien eingesetzt.
| Nummer NSB | Nummer HK/KŽ | Nummer Trainkos | Status                                                       |
| ---------- | ------------ | --------------- | ------------------------------------------------------------ |
| 3a 619     | 005          | 2640 005        | für Bahnpark Augsburg vorgesehen                             |
| 3a 633     | 006          | 2640 006        | Generatorschaden 2008, seither abgestellt, 2021 verschrottet |
| 3b 641     | 007          | 2640 003        | nur noch fallweise eingesetzt, 2021 verschrottet             |
| 3b 643     | 008          | 2640 004        | defekt abgestellt, 2021 verschrottet                         |

## Museumsloks
Di 3a 602 und Di 3a 616 sind im Norwegischen Eisenbahnmuseum in Hamar ausgestellt, ferner ist dort noch Di 3a 603 vorhanden. Di 3a 602 wurde im September 1997 vom Museum übernommen, sie wurde 2004 von der norwegischen GM-Gruppe in den Lieferzustand von 1954 restauriert. Die Lok ist einsatzbereit, wegen Platzmangel aber nur zu besonderen Anlässen im Museum zu besichtigen.